# NGC 6902
NGC 6902 est une très vaste galaxie spirale de grand style située dans la constellation du Sagittaire. Sa vitesse par rapport au fond diffus cosmologique est de 2 629 ± 12 km/s, ce qui correspond à une distance de Hubble de 38,8 ± 2,7 Mpc (∼127 millions d'al). NGC 6902 a été découverte par l'astronome britannique John Herschel en 1836. Cependant, elle a peut-être été déjà observée en 1826 par l'astronome écossais James Dunlop. Cette galaxie a aussi été observée par l'astronome américain Lewis Swift le 17 septembre 1897 et elle a été inscrite à l'Index Catalogue sous la désignation IC 4948.
NGC 6902 a été utilisé par Gérard de Vaucouleurs comme une galaxie de type morphologique SA(r)b dans son atlas des galaxies,.
La classe de luminosité de NGC 6902 est II et elle présente une large raie HI.
En raison d'une brillance de surface égale à 14,25 mag/am2, on peut qualifier NGC 6902 de galaxie à faible brillance de surface (LSB en anglais pour low surface brightness). Les galaxies LSB sont des galaxies diffuses (D) avec une brillance de surface inférieure de moins d'une magnitude à celle du ciel nocturne ambiant.
À ce jour, dix mesures non basées sur le décalage vers le rouge (redshift) donnent une distance de 36,790 ± 5,72 Mpc (∼120 millions d'al), ce qui est à l'intérieur des valeurs de la distance de Hubble.

## Morphologie
NGC 6902 est une galaxie « supergéante » très riche en gaz et en poussières interstellaires. Sa structure spirale est cependant assez désorganisée avec des bras spiraux de faible amplitude en termes de luminosité. NGC 6902 présente également une très faible structure barrée en son centre.
Eskridge, Frogel et Pogge ont publié un article en 2002 décrivant la morphologie de 205 galaxies spirales rapprochées. Les observations ont été réalisées dans la bande H de l'infrarouge et dans la bande B (le bleu). La description qu'ils donnent de la galaxie est semblable à celle décrite dans le paragraphe précéent. Selon eux, NGC 6902 est une galaxie spirale de type SB(r)a. Son renflement central est brillant, circulaire et condensé au centre. Elle possède deux bras qui émergent aux extrémité de la barre et qui s'enroulent fermement dans le sens antihoraire. Ils s'estompent considérablement au-delà de 180°, mais ils continuent pour plus d'un tour complet avec une faible luminosité de surface. L'intérieur des bras semble former une pseudo-anneau intérieur
.
Un anneau orangé de formation stellaire entoure son noyau. Il fut mis en évidence par l'instrument MUSE (Multi Unit Spectroscopic Explorer) du Très Grand Télescope (VLT).

## Groupe de NGC 6902
NGC 6902 est la principale galaxie d'un triplet de galaxies. Les deux autres galaxies du groupe de NGC 6902 sont PGC 64580 (NGC 6902B) et IC 4946.

## Galerie

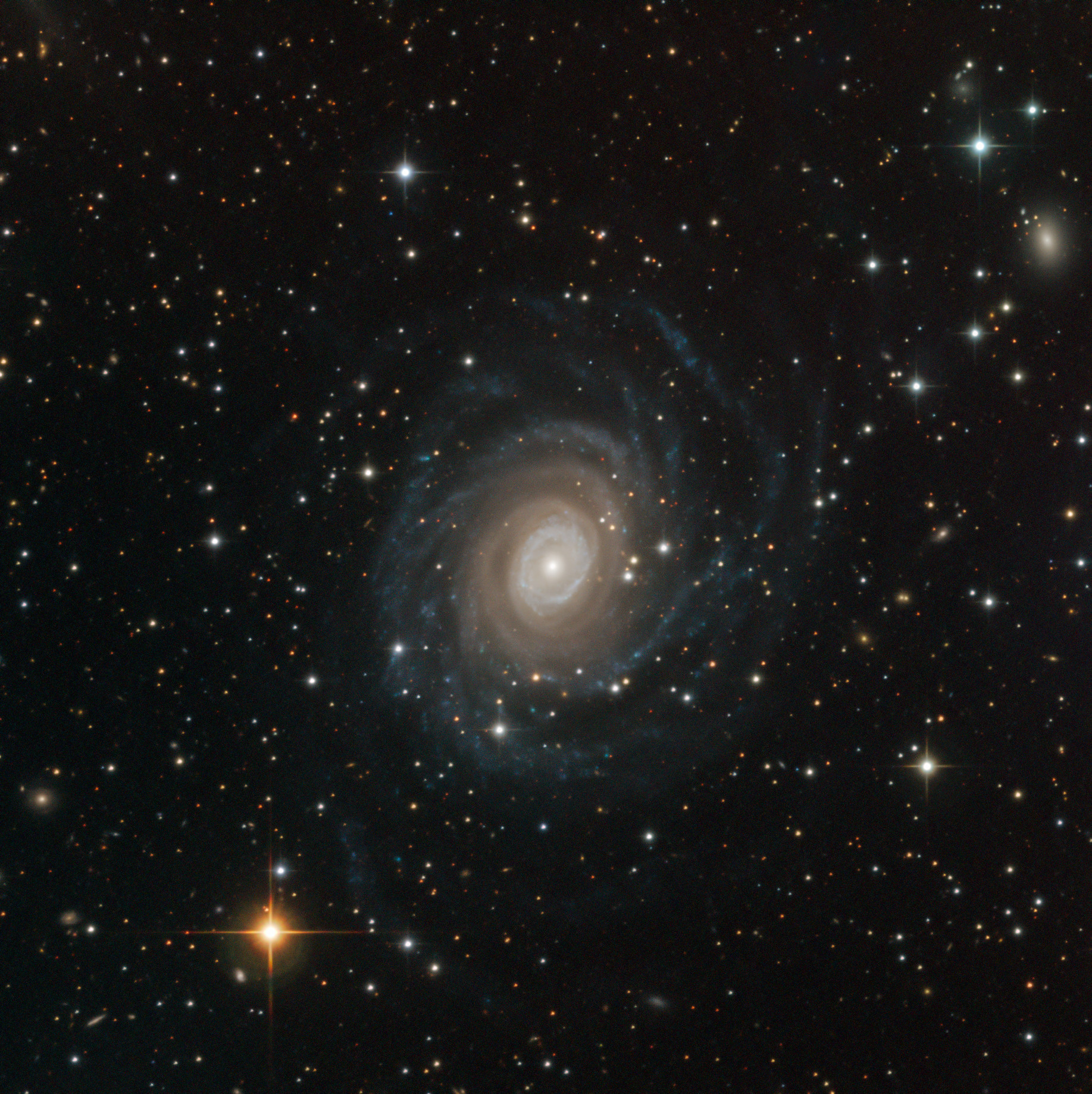
NGC 6902 imagée par l'observatoire/projet astronomique SPECULOOS.
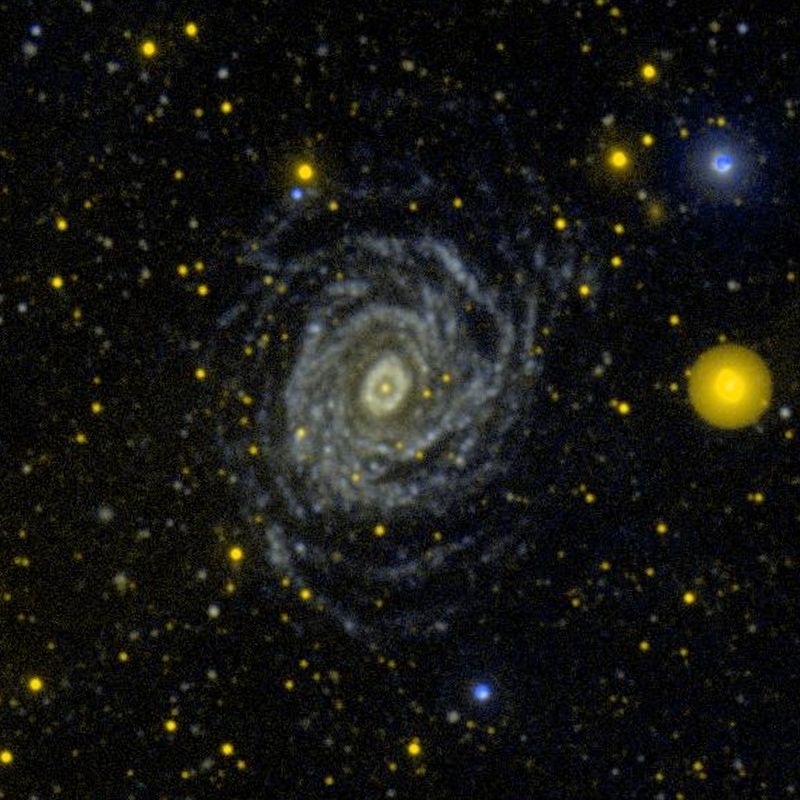
NGC 6902 vue dans le domaine des ultraviolets par le télescope spatial GALEX.
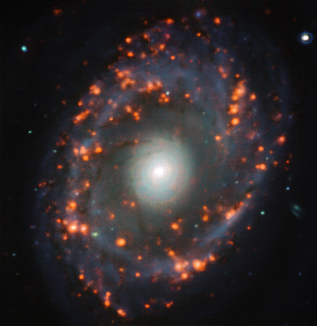
Anneau de formation d'étoiles (en orange) observé par MUSE.